# Eli Cohen
Eliyahu Ben-Shaul Cohen (em hebraico:  אֱלִיָּהוּ בֵּן שָׁאוּל כֹּהֵן, em árabe: إيلي كوهين‎‎‎; Alexandria,16 de dezembro de 1924 – Damasco,18 de maio de 1965), comumente conhecido como Eli Cohen, foi um espião israelense.
Ficou conhecido pelo seu trabalho de espionagem no período de 1961-1965, na Síria, onde desenvolveu relações íntimas com a hierarquia política e militar e tornou-se o conselheiro-chefe do Ministro da Defesa. As autoridades de contra-inteligência sírias finalmente descobriram a conspiração de espionagem e capturaram Cohen. Em 1965, sob a lei marcial de pré-guerra, condenaram-no à pena de morte. A inteligência que ele reuniu antes da sua prisão é reconhecida como tendo sido um fator importante no sucesso de Israel na Guerra dos Seis Dias.
Nos anos que se seguiram à criação de Israel, muitas famílias judaicas deixaram o Egito. Embora seus pais e os três irmãos tenham partido para Israel em 1949, Cohen permaneceu no seu país natal para obter um diploma em eletrônica  e para coordenar atividades judaicas e sionistas. Em 1951, após um golpe militar, iniciou-se uma campanha antissionista, e Cohen foi preso e interrogado sobre as suas atividades.
Cohen participou de várias operações secretas israelenses no país durante a década de 1950, embora o governo egípcio nunca pudesse verificar e fornecer prova do seu envolvimento na Operação Goshen, uma operação israelense para passar judeus egípcios do país e reinstalá-los em Israel devido ao aumento da hostilidade naquele país
Em 1955, uma unidade de sabotagem, constituída por cidadãos judeus egípcios e recrutada pela polícia secreta de Israel, operou contra o Egito e, na Operação Susannah, tentou destruir as relações egípcias com as potências ocidentais. A unidade bombardeou instalações americanas e britânicas, esperando que isso fosse considerado trabalho dos egípcios. Este evento é chamado de "Caso Lavon". As autoridades egípcias descobriram o anel de espionagem e depois de um julgamento, dois dos membros do grupo receberam a pena de morte. Cohen ajudou a unidade e estava implicado, mas nenhuma ligação entre Cohen e o acusado pôde ser encontrada.
Após a crise de Suez, o governo egípcio intensificou a perseguição de judeus e expulsou muitos deles. Em dezembro de 1956, Cohen foi forçado a deixar o país. Com a ajuda da Agência Judaica, emigrou para Israel, chegando no porto israelita de Haifa  num navio que partia de Nápoles, Itália.
Em 1957, Cohen foi recrutado pelas Forças de Defesa de Israel e foi colocado em inteligência militar, onde se tornou um analista de contra-inteligência. O seu trabalho aborrecia-o e ele tentou juntar-se à Mossad. Cohen ficou ofendido quando a Mossad o rejeitou e renunciou à contra-inteligência militar.
Nos dois anos seguintes, trabalhou como funcionário num escritório de seguros em Tel Aviv e casou-se com Nadia Majald, uma imigrante judia de origem iraquiana, em 1959. Tiveram três filhos, Sophie, Irit e Shai e a família acabou por se estabelecer em Bat Yam.
Cohen foi informado de que a Mossad decidiu recrutá-lo e passou por um curso intensivo de seis meses na escola de treino da Mossad. O seu relatório de pós-graduação afirmou que ele tinha todas as qualidades necessárias para se tornar um katsa, ou agente de campo.
Foi-lhe então dada uma falsa identidade como empresário sírio que retornava ao país depois de viver na Argentina. Para estabelecer seu disfarce, Cohen mudou-se para a Argentina em 1961.

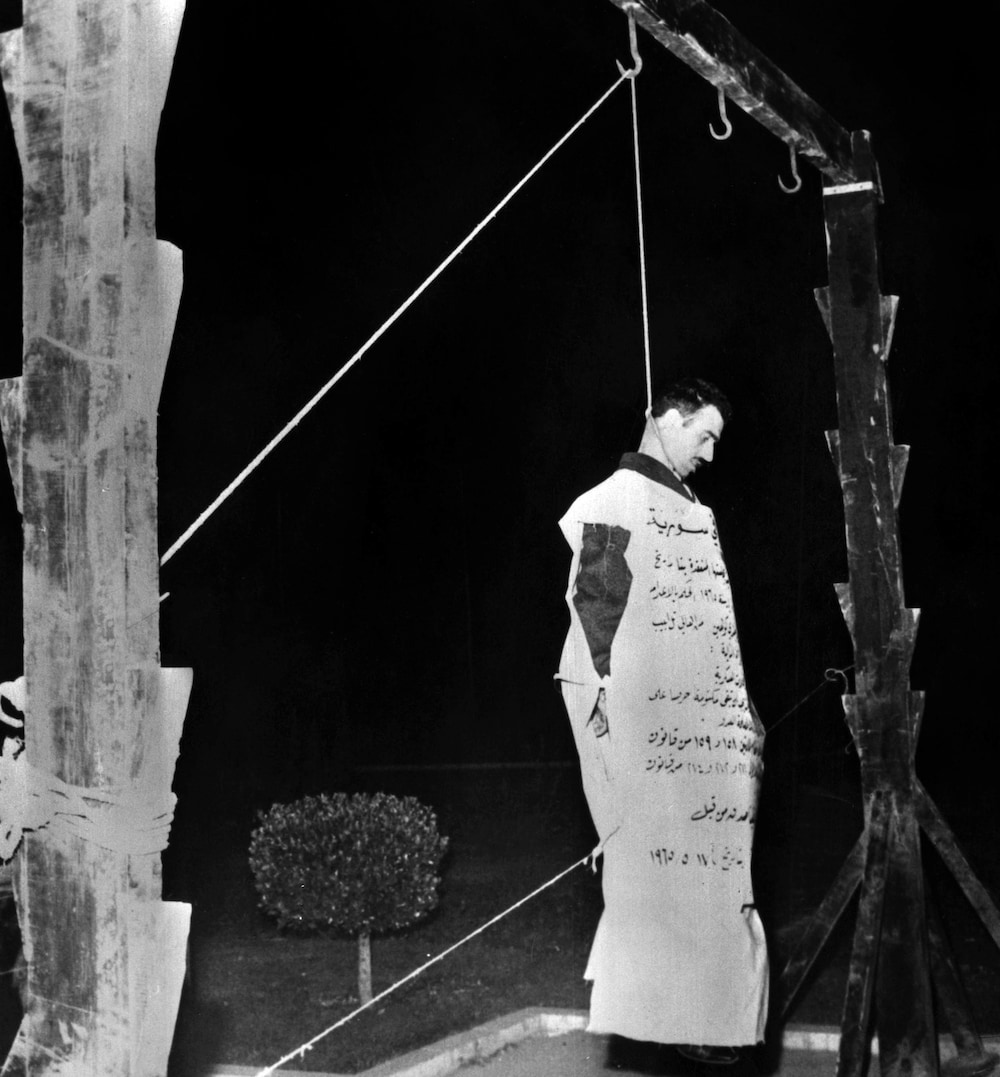
Eli Cohen, enforcado em público no Marjeh Square, Damasco em 18 de maio de 1965

Cohen foi considerado culpado pela prática de espionagem por um tribunal militar e sentenciado à morte sob lei marcial. Foi várias vezes interrogado e torturado.
Cohen foi enforcado no Marjeh Square em Damasco em 18 de maio de 1965. No dia da execução, seu último desejo foi ver um rabino, o que foi atendido pelas autoridades.

Em 2019, teve a sua história contada numa série do canal de streaming Netflix, intitulada "O Espião", onde é contada sua trajetória desde o recrutamento até sua morte. 